# Kutyanevelés és -kiképzés
„A kutyakiképzés nem receptgyűjtemény, hanem gondolkodásmód. Tartalmát, lényegét nem hétpecsétes titokként őrzött és csak a kiválasztottak számára hozzáférhető, már-már mágikus műfogások, hanem olyan természettudományos ismeretek alkotják, amelyeket mindenki elsajátíthat, alkalmazhat és továbbfejleszthet.”

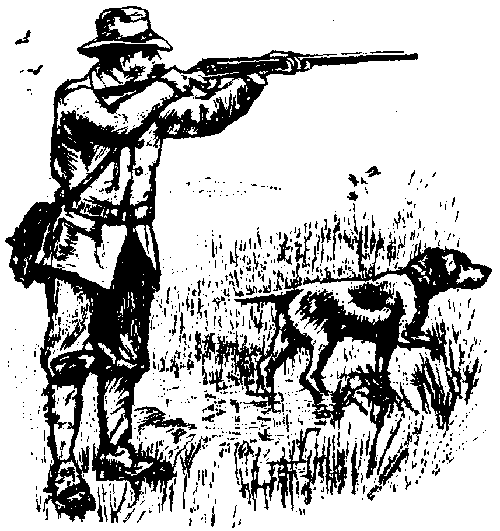
A vadász és kutyája

A kutya és az ember hozzávetőleg 33 ezer éve egymás társa, bár Csányi Vilmos véleménye szerint a kutya és az ember együtt egymásra hatva 125 000 évvel ezelőtt alakult ki. Mivel ezekből az időkből nem rendelkezünk feljegyzésekkel, csak a különböző tudományágak - ebből a szempontból közvetett - adataiból levont következtetésekre hagyatkozhatunk.
A kutya kiválasztása és oktatása a 19. század közepéig apáról fiúra szálló ismeretek összessége volt. A 19. század során kezdték kialakítani a különböző tudományos alapú kutyakiképzési módszereket, melyeknek a fejlődése a mai napig tart.
Városi környezetben elengedhetetlen a kutya gondos képzése, mivel a városi kihívásokra a kutyát az ösztönei nem készítik fel, így könnyen válik félőssé vagy agresszívvá, esetleg könnyen érheti baleset.

## A kutya intelligenciája
A kutyák igazából embernek képzelik magukat, valószínűleg egy gyereknek.
A kutyák képesek tanulni, alkalmazkodni a környezethez, falkában élő állatként könnyen megérti a környezetében az emberek (és állatok) közötti társadalmi kapcsolatot, hierarchiát. Az emberrel együtt töltött évezredek alatt a kutya és az ember megtanult együtt dolgozni A kutyák képesek a gazdájukat utánozva tanulni, illetve a megfigyelt cselekvést a saját lehetőségeikre alkalmazni (amit a gazda a kezével csinált a kutya a szájával, vagy fordítva). Az együttélés során megfigyeli a gazdáját, és szinte olvas a gondolataiban, apró viselkedési jelekből igen pontosan meg tudja becsülni a gazda terveit, illetve, ha megoldhatatlannak tűnő feladattal szembesül – ellentétben a farkassal –, képes gazdája segítségét kérni. A kutya a csecsemőkhöz hasonlóan felismeri az ember kommunikációs szándékát. A farkassal és a csimpánzzal ellentétben a kutyának látszik a szeme fehérje , ezért a kutya. és az ember képes követni egymás tekintetét, illetve utasítást, információt tud egymásnak átadni a tekintetével.
A kutya tanulási képességeinek a megítélése eléggé ellentmondásos, a 19. század közepéig az a szemlélet élt, hogy a kutya „lelketlen oktalan állat”, az azonban elmondható, hogy az adott feladatra tenyésztett munkakutyák a feladatot, amelyre tenyésztették őket, könnyen megtanulják, de időnként erős túlzások is napvilágot látnak, mely szerint a kutyák megtaníthatóak emberi nyelven beszélni, vagy olvasni. Arra, hogy a kutyák képesek olvasni, több demonstráció is található különböző megosztó oldalakon, de az alapos vizsgálatok kimutatták, hogy nem olvasásról, hanem képfelismerésről van szó.
A kóbor kutyák egy része képes kihasználni az ember teremtette városi környezet előnyeit. Etológusok megfigyelése szerint a Moszkvai metróban rendszeresen utazó kóbor kutyák az elhagyott külvárosokban töltik az éjszakát, majd metróval beutaznak a belvárosba, ahol több élelmet találnak, sőt, még a kistestű kutyák koldulnak is, és az alamizsnát megosztják társaikkal. A metróban utazó kutyák saját honlapot üzemeltetnek
A népszerűsítő irodalomban a kutya intelligenciáját gyakran különböző korú csecsemőkhöz szokták hasonlítani. Ez azonban gyakran félrevezető, mivel a különböző képességek összehasonlítása alapján eltérő eredményeket eredményez, illetve egy-egy kutya az élete során több tapasztalatot gyűjt össze, mint az összehasonlítás alapjául szolgáló életkorú csecsemők rendelkeznek.

## Kutyaiskola
„A kutyák nem ismerik a demokráciát. Nekik egyértelmű és következetesen betartott szabályokra van szükségük, akkor érzik jól magukat.” 

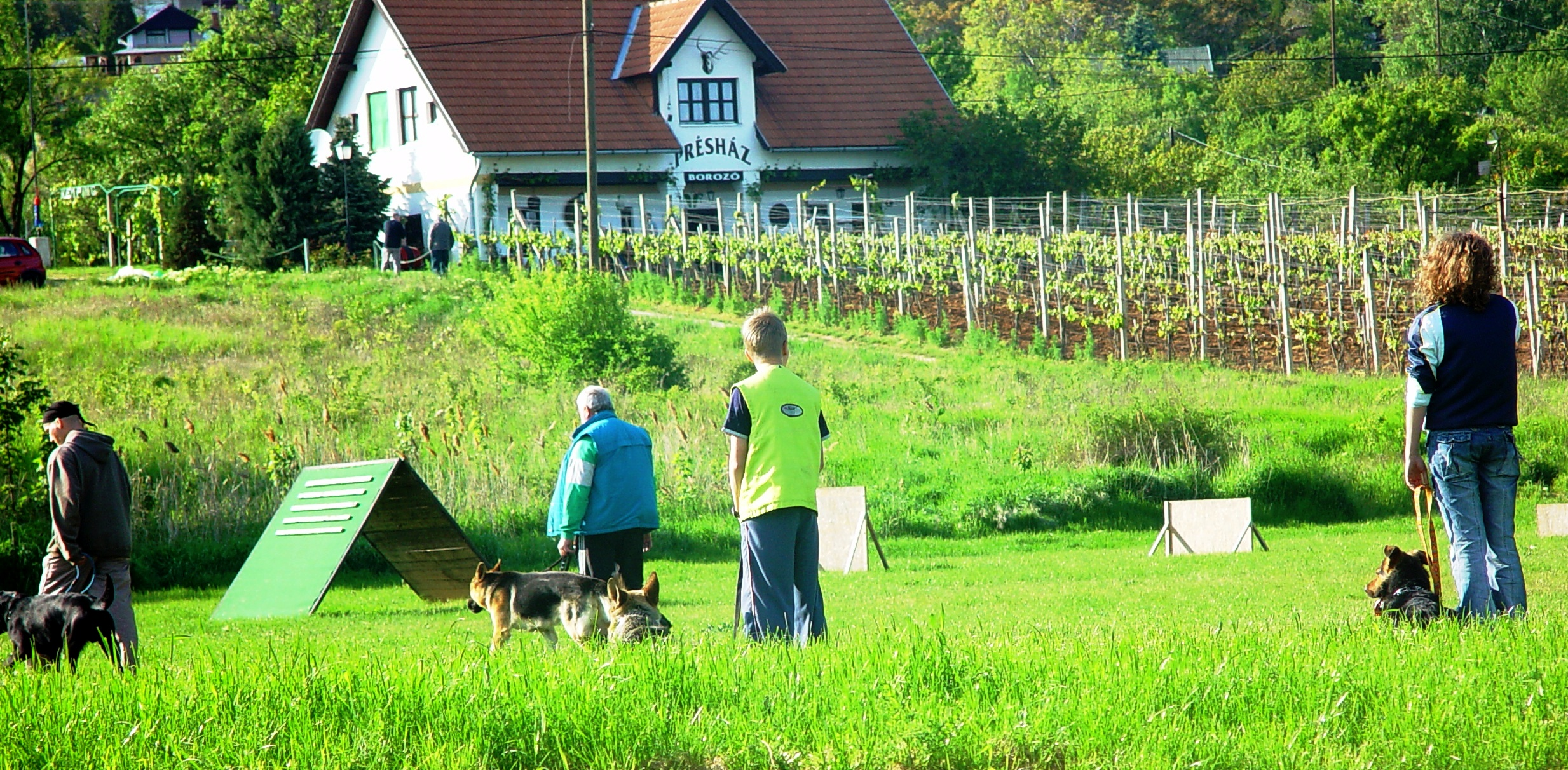
Kutyakiképzés. A háttérben ferde palánk és akadályok.

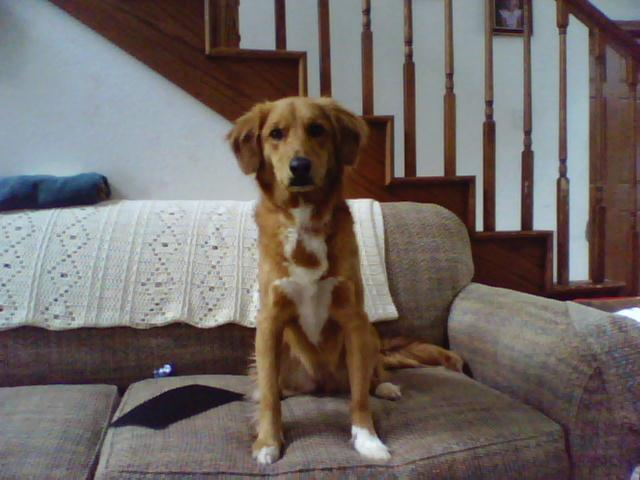
Keverék kutya „ül” pozícióban

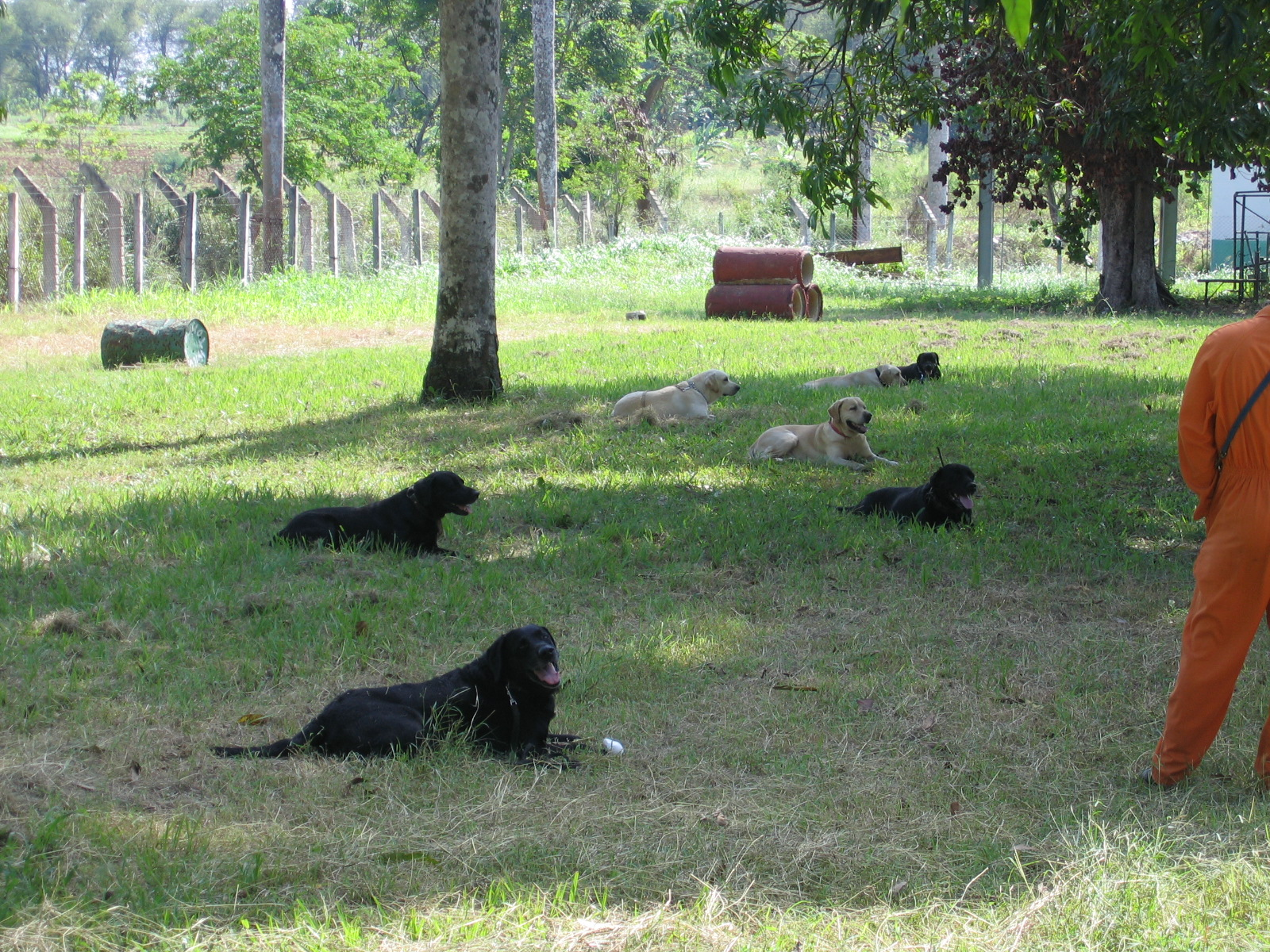
Fektetés helybenhagyással

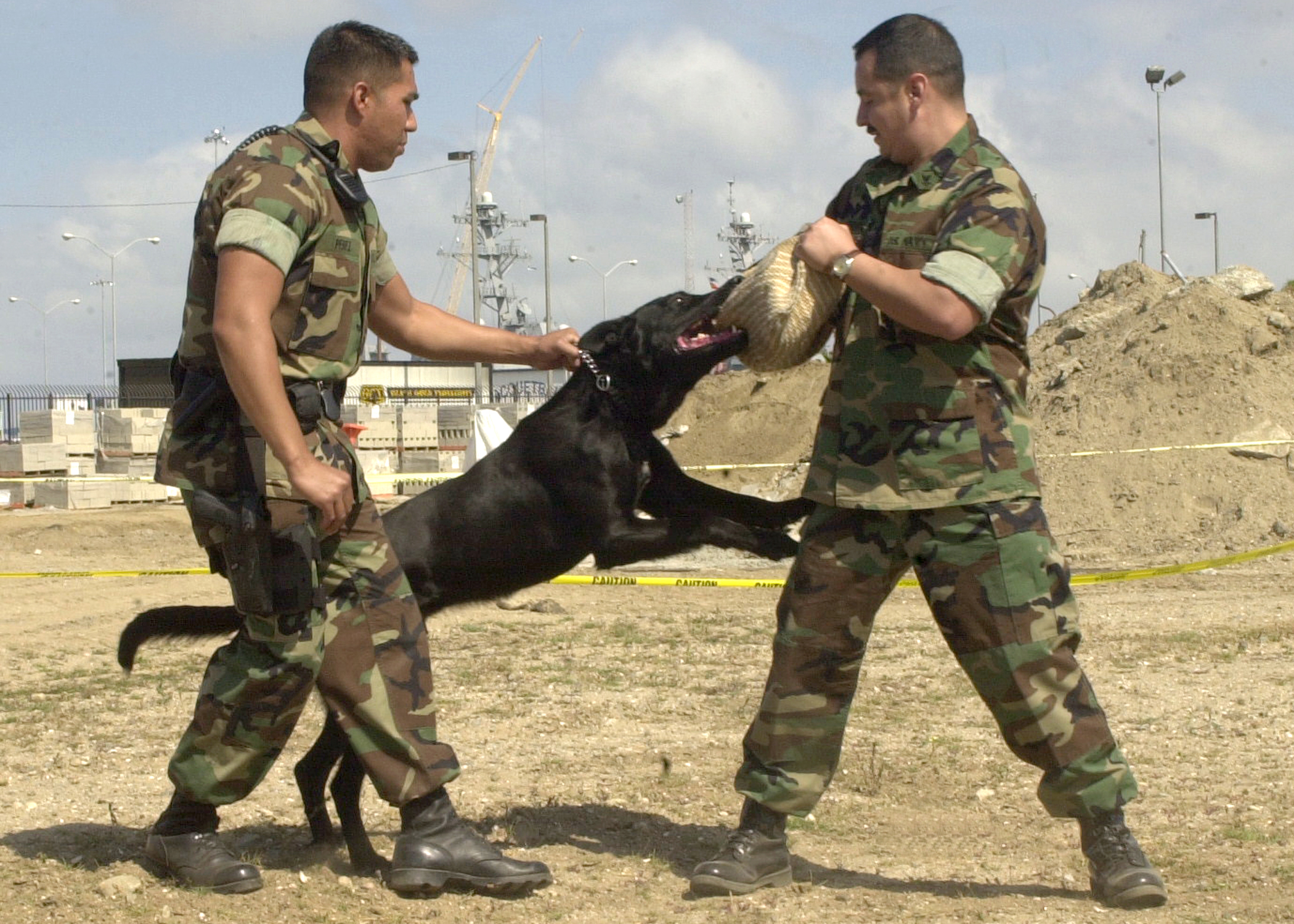
Őrzővédő gyakorlat (belga juhász)

A kutyaiskola kifejezés egyaránt jelöli e szervezetet, illetve a helyet, ahol a kutyák, és a gazdáik megtanulhatják a közös munka, illetve az udvarias együttélés szabályait. Az oktatás általában külön folyik a kezdő és a haladó szinten; korosztályonként; csoportosítva lehet az engedelmességi, őrző-védő, agility szakágak, sőt a testméret szerint is.
A kutyaiskolában a kutya, és gazdája együtt tanulja meg az alap vezényszavak használatát/jelentését (ül, áll, fekszik, hozzám), illetve a viselkedést a többi gazdával, kutyával.
A kutyák általában szeretnek iskolába járni, mivel az nekik egy program, amelyen a Gazdával együtt vehet részt

### A részvétel feltételei, házirend
A kutyaiskola veszélyes üzemnek tekinthető, mivel a kutyák súlyos sérüléseket okozhatnak, ezért a munka szigorú házirend szerint történik és a kiképzők utasításait szigorúan be kell tartani. A házirend előírhatja például, hogy tüzelő szukával a kiképzések vagy egyáltalán nem látogathatóak, vagy csak előzetes egyeztetés után, a kiképzés alatt megtilthatja a mobiltelefon használatát, és általában korlátozza a gyerekek belépését is.
Mivel a kutya a kiképzés során számos más kutyával is kapcsolatba kerül, igazolni kell, hogy az állat veszettség ellen oltva van, és érdemes a kutyát a gyakoribb kutyabetegségek, köztük a kenelköhögés ellen is immunizálni.
A képzéseken célszerű kényelmes, strapabíró és összekoszolható ruhában megjelenni.

## Történeti áttekintés
A kutyák kiválasztásának, idomításának módszerei a 19. század második feléig apáról fiúra öröklődő módszerek összessége volt. A 19. század közepén alakultak ki az első tudományos igénnyel felépített képzési rendszerek. Az első széles körben elterjedt rendszer a „par force” módszer volt, melynek lényege, hogy a kutyát a kívánt feladatra fájdalom alkalmazásával veszik rá. Ezzel párhuzamosan kialakultak erőszakmentes kizárólag jutalmazáson alapuló módszerek is, azonban mindkét szemlélet csak bizonyos esetekben hozott jó eredményt. Általában a megtanítandó feladatnak, illetve a kutya-gazda párosnak megfelelő, mindig az adott célra legmegfelelőbb módszer kiválasztásával lehet a kívánt eredményt leggyorsabban elérni.
A kutyák viselkedésének motivációit vizsgálva először Ivan Petrovics Pavlov végzett kutatásokat, aki a feltételes reflexeket vizsgálva a reakciókat „lecsupaszított”, „steril” környezetben vizsgálta. Ennek nyomán elterjedt az a nézet, hogy a kutyára, mint „gépre” tekintettek, ami a megfelelő idomítás („beprogramozás”) után egy adott ingerre (parancs) egy adott automatikus választ ad (a betanított cselekvés). Ez a szemlélet nem állta meg a gyakorlat próbáját, hiszen egy valós szituációban egy kutyára mindig nagyon sok inger hat, és ezen ingerek összessége határozza meg egy kutya következő cselekvését. Ezen szemlélet ellentettje, az állat humanizálása, amely feltételezi, hogy a kutya motivációi, gondolatai az ember motivációihoz, gondolataihoz hasonlatosak. Ez a szemlélet bizonyos esetek leírásakor szemléletes, jól használható lehet, de tisztában kell lenni azzal, hogy ez csak egy (korlátozottan használható) praktikus eszköz a jelenség leírására. Magyarországon a kutyák viselkedését, illetve a kutya–gazda viszonyt Csányi Vilmos 
etológus illetve Az ELTE etológiai tanszékének munkatársai tették meg vizsgálatuk tárgyává, és ehhez a munkához budapesti kutyaiskolák oktatóit és tanítványait is bevonták.

## A képzéshez használt eszközök

### Póráz
A anyaga lehet bőr, vagy textil. Fontos, hogy jó fogása legyen, és ne sérthesse meg a kiképző kezét.
A póráz kiválasztásánál nagyon lényeges a megfelelő karabiner kiválasztása. A karabinernek meg kell tartania a kutya erejét akkor is, ha pánikba esve rángatja a pórázt, illetve lehetővé kell tennie, hogy a kutyát (például őrző-védő szituációban) akkor is le lehessen csatolni a pórázról, ha az állat éppen húzza
A feltekerhető „flexo” póráz a visszahívást még nem ismerő kutya sétáltatásánál nagyon praktikus.
A fém láncból készült póráz balesetveszélyes mind a kutyára, mind a gazdára nézve, ezért használata kerülendő.

### Nyakörv

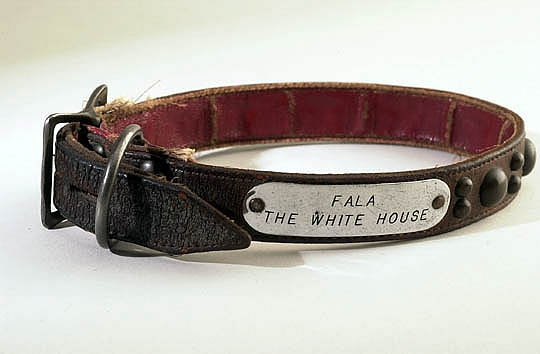
Fix nyakörv névtáblával

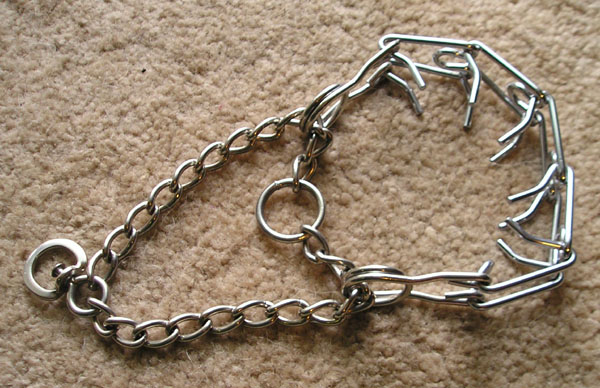
Szöges nyakörv

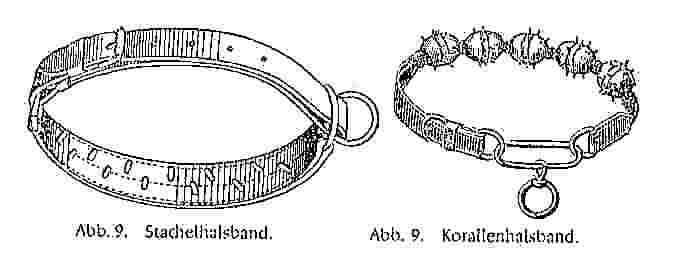
A korall kimondottan fájdalom előidézésére tervezett nyakörv

A nyakörv lehet textil, bőr vagy fém. Az amatőr kiképző kezébe elsősorban a fix vagy „fojtó” bőr, vagy láncnyakörv való. A belül szöges lánc nyakörv kivételes esetben, gyakorlott kiképző felügyeletével használható.

#### Kiképzési (fojtó) nyakörv
Helyes használat mellett nem a kutya fojtogatását szolgálja, hanem a gyors, rövid pórázrántásokkal a kutyában olyan érzést kelt, mint amikor a rangban felette álló a nyakánál fogva megfegyelmezi.

#### Korall
Szögekkel kivert fagolyókból, kimondottan fájdalom előidézésére, a „par force” módszerhez kidolgozott nyakörvfajta, ma már elavultnak tekinthető.

#### Elektromos nyakörv
A kutya távolról való figyelmeztetésére szolgáló eszköz. Használata megosztja a kutyakedvelőket, mivel egyesek szerint az állatnak felesleges szenvedést okozó brutális eszköz, míg hívei szerint egy praktikus eszköz a kutya távolról (akár több száz méterről) való figyelmeztetésének. A korszerű eszközök hangjelzésre is képesek, amit akár pozitív megerősítésre, akár figyelmeztetésre is lehet használni.
Az eszköz két részből áll:
- A kutya nyakörvén van egy elektromos készülék, amely a villanypásztorhoz hasonló impulzusokkal képes „büntetni” a kutyát.
- Távirányító amellyel a gazda az impulzusokat tudja vezérelni.

A Gazda a kutya nem kívánt cselekedetekor megnyomja a távirányító gombját, ennek hatására a nyakörvön levő eszköz a kutyát egy impulzussal figyelmezteti. Az eszköz használata nagy gyakorlatot követel.
Speciális esetekben a használata egyértelműen praktikus. Például süket kutyánál az áramütést minimálisra állítva jelezheti a Gazda kommunikációs szándékát, melynek hatására a kutya szemével megkeresi a Gazdát és testjellel kiadott utasítást vár

### Dobólánc, kanna
A dobólánc, vagy üres műanyagkanna a kiképzés alatt álló kutya némi (kőhajításnyi) távolságról való figyelmeztetését szolgálja. A láncot vagy kannát a kutya mellé kell dobni, és annak kellemetlen hangja jelzi a nem kívánt viselkedést. A puszta „fenyegetőzés” ezekkel az eszközökkel nem kívánt folyamatokat indítana meg a kutyában, ezért ha ezek előkerültek, oda is kell őket hajítani.

### Jutalomfalat
A kutya ezt egy feladat helyes végrehajtásáért „cserébe” kapja. Olyan apró falatokra vágott finomság szolgál jutalomfalatként, amit a kutya csak ilyenkor kap. Ez gyakran felkockázott párizsi, virsli vagy sajt, csupa olyan, amit a kutya azonnal le tud nyelni, hogy gyorsan készen álljon a következő feladatra.

### Dicséret
A Gazdától kapott dicséret a jutalomfalat kíséretében, vagy begyakorolt feladatoknál önmagában is, nagyon fontos visszajelzés a feladat sikeres végrehajtásáról. Ez motiválja a kutyát, így lelkesebben fogja teljesíteni a feladatokat. 

## A képzés

### Szocializáció
A szocializáció folyamán megtanulják, hogy más kutyákkal és az emberekkel szemben ne lépjenek fel agresszívan – kivéve az örző–védő szituációkat –, illetve hogy az őket érő agressziót is lehetőleg kitéréssel kezeljék, de mégis megtartsák közben a magabiztosságukat. A szocializációt célszerű minél fiatalabb korban kezdeni.

### Fegyelmi képzés
A fegyelmi képzés feladata - a konkrét gyakorlatok elsajátításán túl - a Gazda vezető szerepének elmélyítése, illetve az engedelmesség olyan szintű begyakorlása, hogy a kutya akkor is engedelmeskedjen, amikor a Gazdának semmilyen közvetlen ráhatása nincs az állat tevékenységére (például önálló terepmunkánál)
A fegyelmi képzés során a következő alapfeladatok oktatása történik:
- Ül
- Fekszik
- Áll
- Séta láb mellett
- Behívás („Hozzám” vezényszóra a kutya odaszalad a gazdájához)
- Helybenhagyás (A kutya az utolsó előírt pozíciót tartja, amíg más utasítást nem kap)

Ha a kutya stabilan behívható, jelentősen csökken a veszélye, hogy elkóboroljon.
Léteznek speciális képzések is (vakvezető, rohamjelző), amelyekre csak kevés kutya alkalmas, azonban az alap fegyelmi gyakorlatok minden egészséges kutyának megtaníthatóak.
Egy házi kedvencként tartott kutyánál a legfontosabb célkitűzés, hogy ne legyen agresszív és visszahívható legyen.

### Ügyességi gyakorlatok

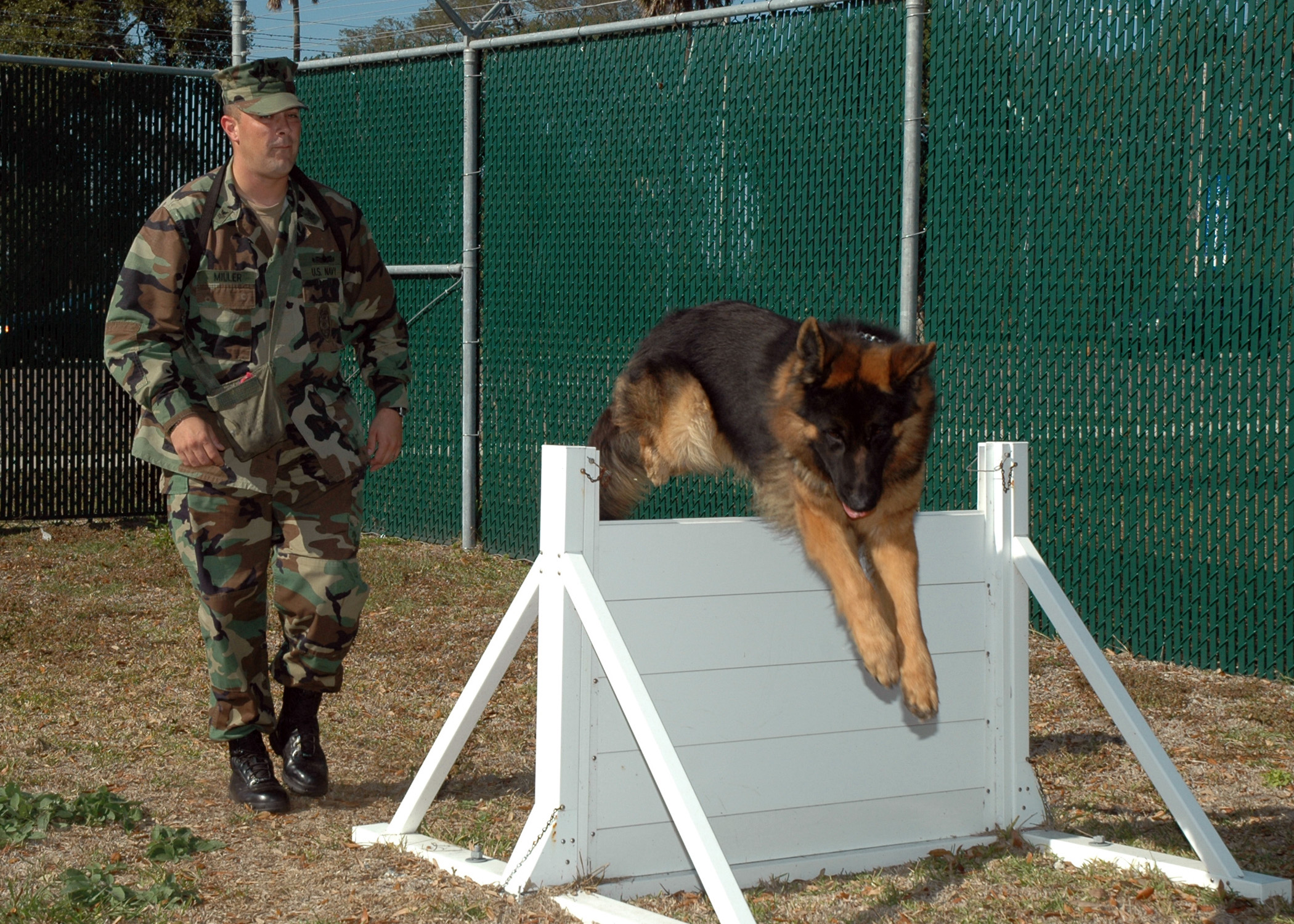
Akadályugrás

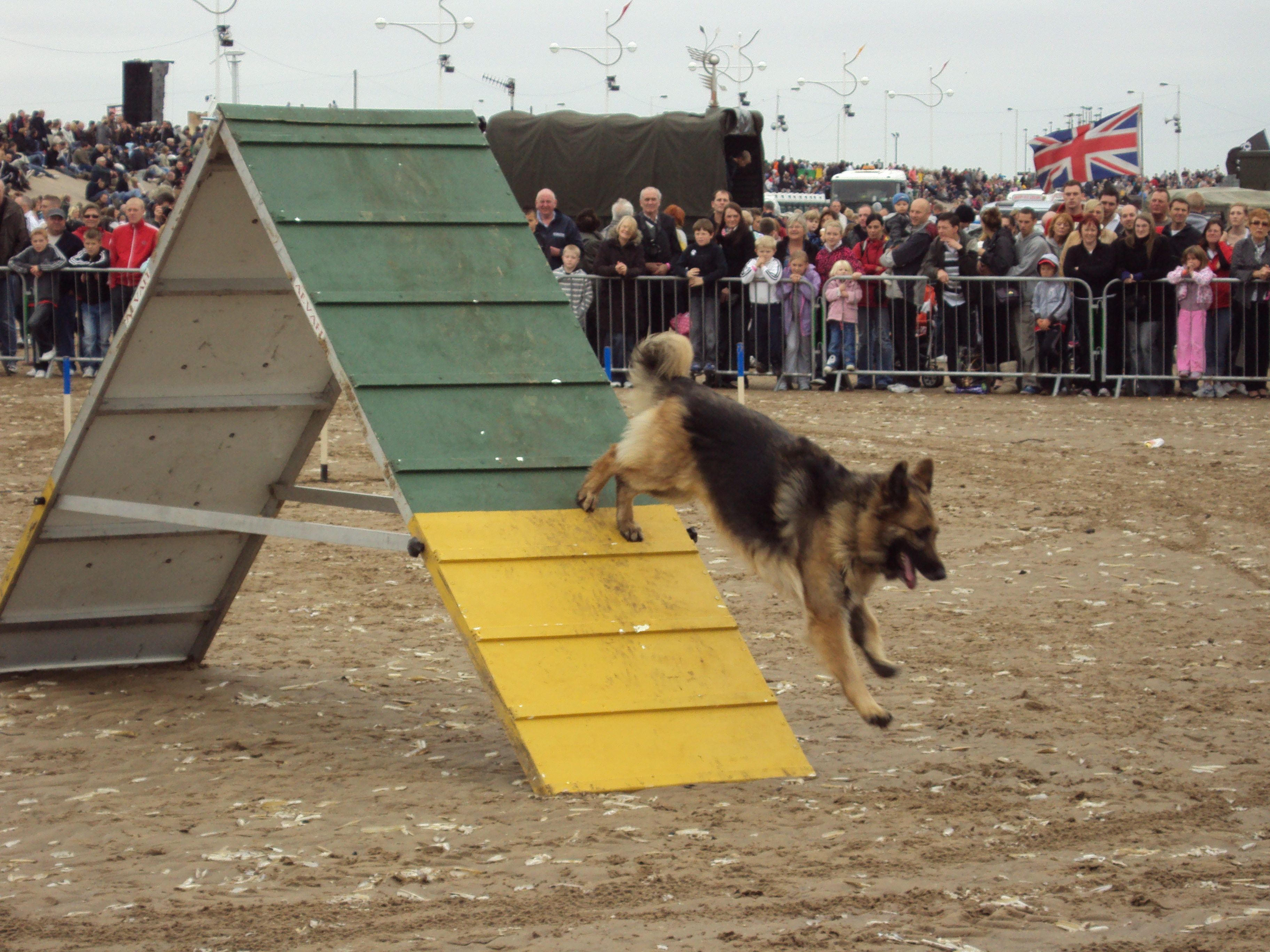
Ferde palánk

Az ügyességi és akrobatikus feladatok a kutya ügyességét, mozgáskoordinációját javítják. A feladatok kitűzésekor oda kell figyelni a fokozatosságra, mivel a kutya nem feltétlenül tudja felmérni, melyik gyakorlatot képes sérülés nélkül teljesíteni. Az ügyességi gyakorlatok sorának csak a kiképző fantáziája szab határt, de van néhány általánosan használt gyakorlat is:

#### Akadályugrás
A kutya séta, vagy ügetés jármódban átugorja a futógáthoz hasonló akadályokat.
A feladat végrehajtása történhet pórázon követésben, szabadon követésben, behívás, vagy előreküldés közben.

#### Ferde palánk
Ez egy A alakú, két ferde síkból álló, hozzávetőleg ember magasságú akadály. A kutya egyszerűen keresztülszalad rajta.

#### Palánk
Egy olyan magas függőleges deszkafal, amelyre a kutya nem tud felugrani, hanem fel kell másznia. A leugrási oldalon célszerű egy padkát, vagy más segítséget kialakítani, ami megkönnyíti a sérülés nélküli földet érést.

#### Apportírozás
Az apportírozás a zsákmány vissza hozatala a Gazdának. A gyakorlópályán ez úgy történik, hogy a Gazda eldobja a labdát, vagy apportfát, és a kutya azt visszahozza. A gyakorlat kombinálható a többi ügyességi feladattal, például az apportfát ferde palánkon keresztül hozza vissza. Egyes esetekben ezt a gyakorlatot a fegyelmi képzéshez sorolják.

### Őrző-védő képzés
A kutyának megtanítják, hogy a gazdára, vagy a területre veszélyt jelentő személyt elriasszák, vagy a lehető legkisebb sérüléssel a földre vigyék, és ott tartsák eltérő parancsig. A képzés fontos része, hogy a kutya a támadást parancsra felfüggessze, illetve az áldozatát elengedje.
Az oktatott támadási stratégia nagyban eltér a kutya természetes stratégiájától, mivel az falkatámadást feltételez, azonban az őrző-védő kutya egyedül kell szembeszálljon egy emberrel. A tanított őrző-védő kutya a támadó bokája, vagy vádlija helyett felugorva a karját, vállát és nyakát támadja, illetve lendületét kihasználva ledönti a lábáról.
Az őrző-védő kutyák képzésénél, használatakor figyelembe kell venni az adott országban érvényes törvényi szabályozást. Magyarországon - a törvényben meghatározott szervezetek kivételével - a kutya csak jogos védelmi helyzetben veheti fel a harcot a gazdája helyett. Menekülő csibész után csak a tanpályán szabad küldeni, a valós életben nem.

### Speciális képzések

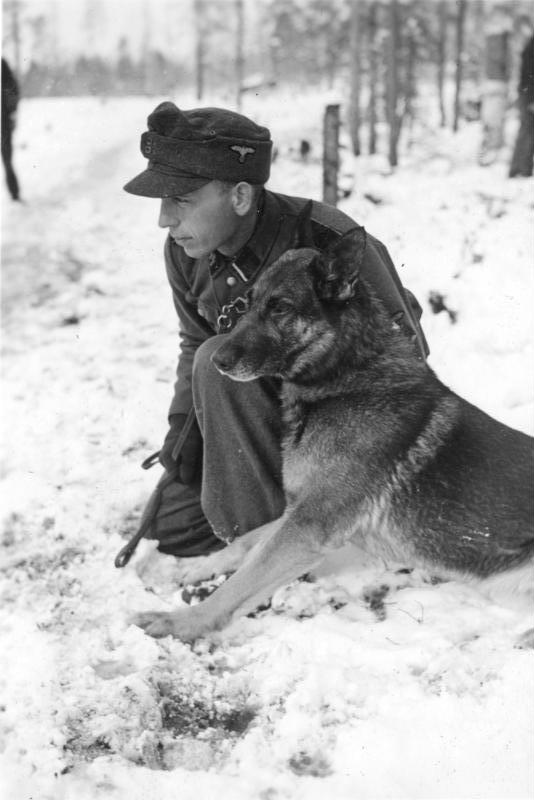
Egy katona kutyakiképzés közben

- Vakvezető[21]
- Rohamjelző[22]
- Kereső mentőkutya[24]
- Különböző szolgálati kutyák

## A képzés módja és helye

### Kutyaiskolában
A képzés csoportosan folyik, amely automatikusan a szocializációt is szolgálja. Mivel egyszerre több kutyával és gazdával foglalkozik a kiképző, ez a legolcsóbb képzési fajta. Nagy előnye a biztonságosan elkerített területen csoportosan végzett munka, valamint az, hogy minden eszköz rendelkezésre áll a képzéshez, illetve váratlan események kezelésére.

### Bentlakásos képzés
Ennél a képzési fajtánál a kutya a kiképzőnél „lakik”, ami napi többszöri gyakorlást, nagyobb intenzitást tesz lehetővé. Egy profi kiképzőnél olyan eszközök, lehetőségek is rendelkezésre állnak, amit a Gazda nem tud biztosítani. Mivel a Gazda a képzésnél nincs jelen, neki ez a legkényelmesebb képzési fajta.
Hátrány azonban, hogy a képzést nem a Gazda végzi, a képzés idejére a Gazda szerepét a kiképző veszi át, ezért a gyakorlatok levezénylését a Gazdának is külön meg kell tanulnia.

### Háznál képzés
A háznál képzés esetén a kiképző házhoz jön, és csak egyetlen kutya-gazda párossal foglalkozik. Vannak gyakorlatok, amiknek a megtanulását leegyszerűsíti, ha a képzés a kutya territóriumában zajlik. A háznál képzés további előnye, hogy a Gazda elfoglaltságának és a megtanulandó feladatnak megfelelő, a kutyaiskolai foglalkozásoktól független időpontokban is lehet foglalkozást szervezni.

## Vizsgák
A kutyaiskolák keretet nyújtanak a kutya tudásának leméréséhez és a munkakutyák neveléséhez is; többféle vizsgarendszer áll rendelkezésre, például az úgynevezett K99 vizsga vagy a BH (kísérőkutya) illetve a HPO vizsgarendszer.

### A K99 vizsgarendszer
A vizsgarendszer lényege, hogy a kutyája tudását bárki le lemérhesse, a vizsgarendszer több szintű, így a kutyák fejlődésének lemérésére kiválóan alkalmas. A kezdeti vizsgák egyszerűek, fokozatosan emelkedő nehézséggel, a magasabb vizsgaszintek speciális felkészültséget igényelnek.

## Híres kutyakiképzők
- Tóth Tibor (Kántor (kutya) oktatója és felvezetője)
- Victoria Stilwell eredetileg színésznő több kutyaneveléssel kapcsolatos műsor házigazdája